# Castillo de Río
El Castillo de Río (en griego: κάστρο του Ρίου, romanizado: Kástro Ríou) es un castillo de la ciudad de Río, en el municipio de Patras, Grecia. Está situado en la orilla sur del estrecho que separa el golfo de Patras del golfo de Corinto, en la punta norte de la península del Peloponeso.

## Historia

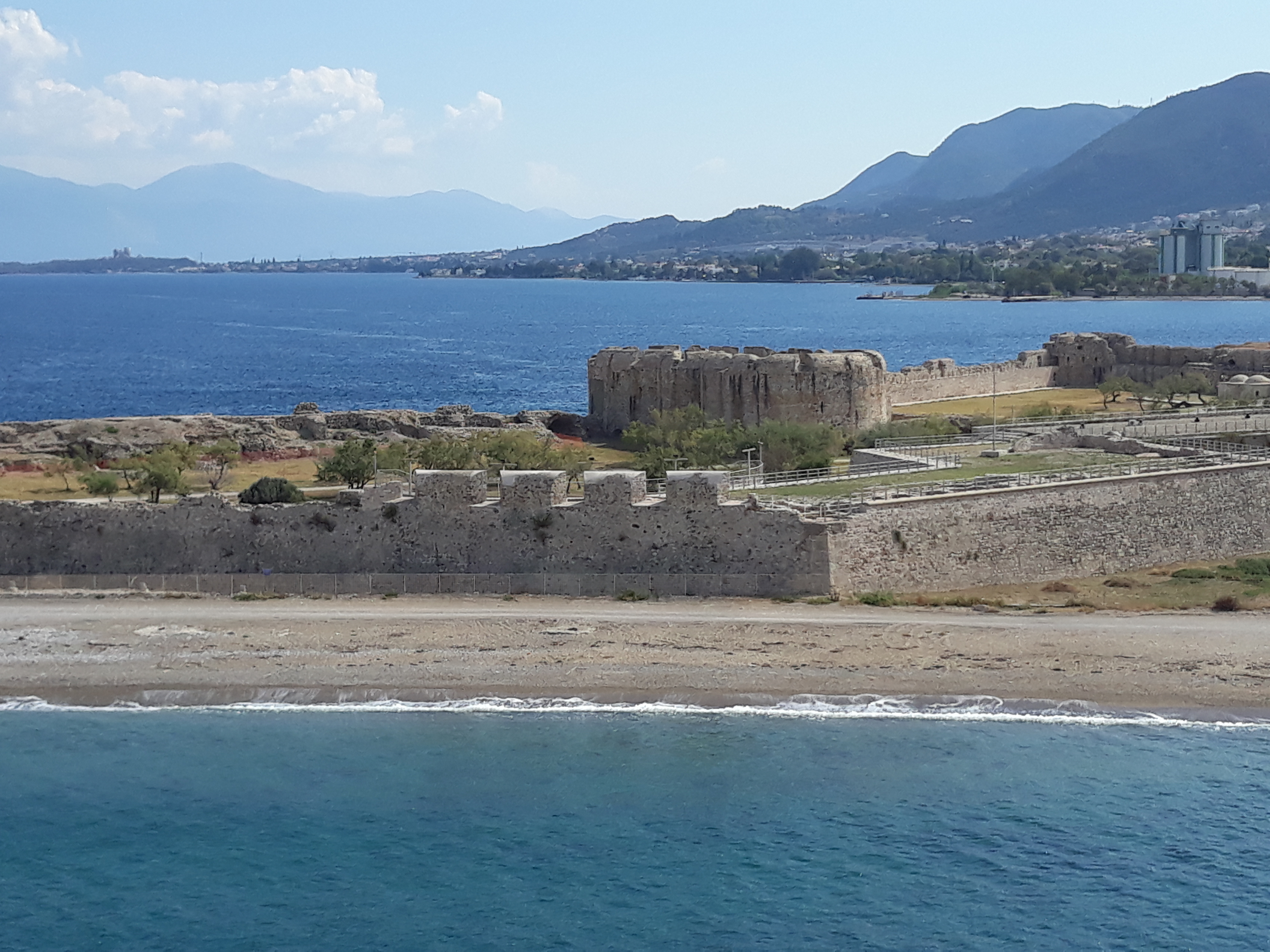
El castillo.

Ya estaba fortificado en el lugar en la antigüedad durante la época romana. En algún lugar o cerca de ella había también un templo dedicado a Poseidón. El castillo actual fue construido durante la Imperio otomano en 1499 para controlar el acceso al golfo de Corinto, junto con el castillo de Antirio en la orilla opuesta, o septentrional, del estrecho. El castillo de Río fue construido por el sultán Bayezid II. En 1532, el castillo fue tomado brevemente por los españoles y luego devuelto a los turcos. En 1603, el castillo fue destruido por los Caballeros de la Orden de San Juan de Jerusalén.

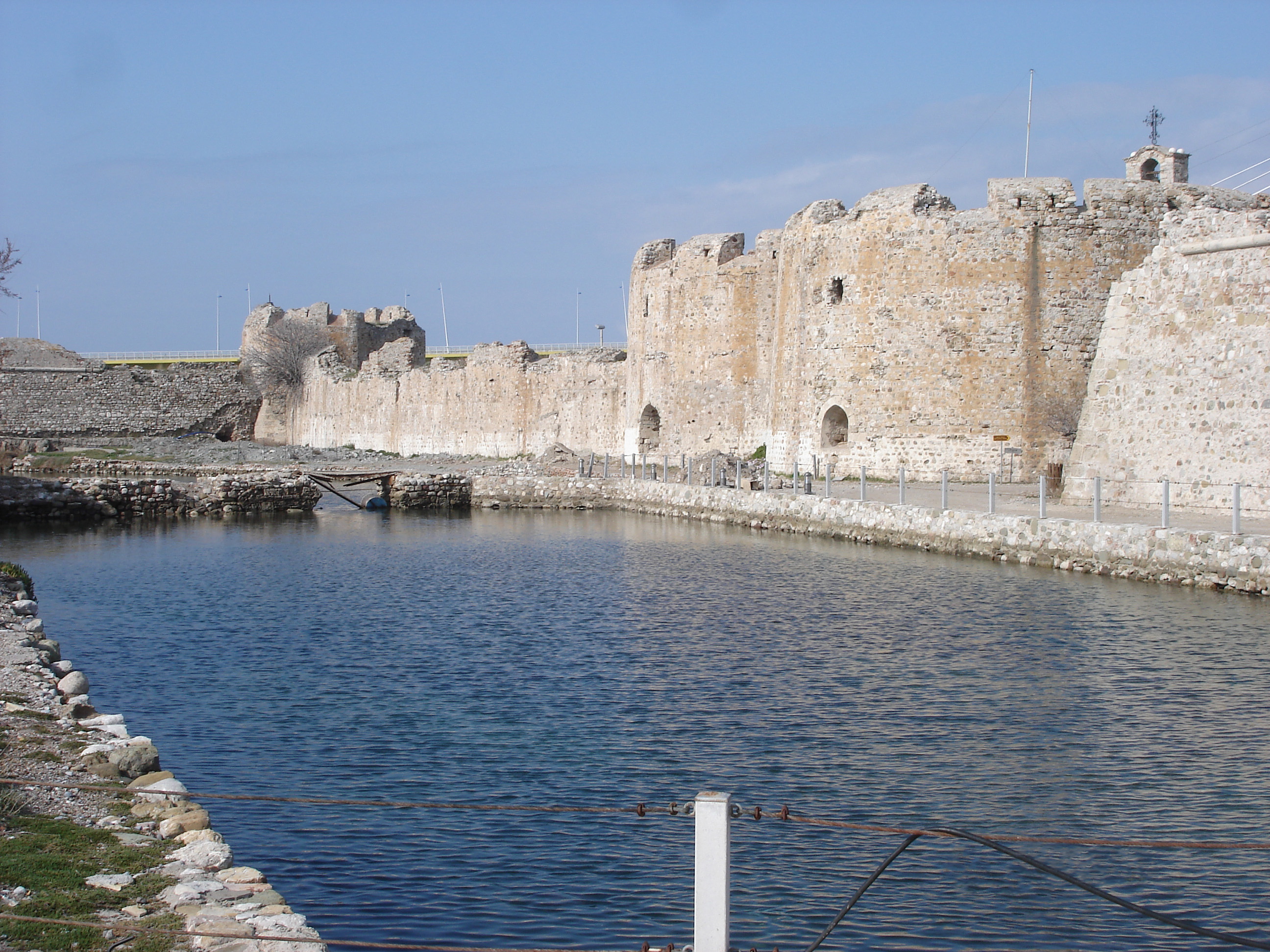
Puerta principal y foso del castillo.

En 1687, la República de Venecia se apoderó del castillo, que fue reconstruido en su forma actual. Fue retomado por los turcos en 1715 y por los griegos durante la Guerra de independencia de Grecia en 1828. Durante la guerra greco-italiana  de 1940-1941, el estrecho se cerró desde los castillos con gruesas cadenas para evitar que los barcos entraran en el golfo de Corinto. En la actualidad, el castillo acoge actos culturales, especialmente para conciertos, y es una atracción turística.
El Puente de Río-Antirio se halla a su lado, y los muelles de transbordadores locales se encuentran a ambos lados. En la actualidad, inmediatamente al oeste del castillo se encuentra el extremo sur del Puente de Río-Antirio. Los muelles de transbordadores locales se encuentran a ambos lados del puente.

## Descripción
Es de planta poligonal, con torres y bastiones. El extremo norte de las murallas se encuentra en la cabecera del promontorio de Río. Al sur del castillo, las murallas están protegidas por un gran foso lleno de agua de mar. La entrada principal se realiza a través de un puente sobre el foso. En el centro de la parte oriental del castillo hay un edificio más alto con secciones circulares. Durante el periodo veneciano (1687-1715), el castillo llegó a tener 60 cañones.